# Hamraia
Hamraia là một đô thị thuộc tỉnh El Oued, Algérie. Dân số thời điểm năm 2002 là 3.938 người.

## Khí hậu
Hamraia có khí hậu sa mạc nóng (phân loại khí hậu Köppen BWh), với mùa hè rất nóng và mùa đông ôn hòa.
| Dữ liệu khí hậu của Hamraia             | Dữ liệu khí hậu của Hamraia | Dữ liệu khí hậu của Hamraia | Dữ liệu khí hậu của Hamraia | Dữ liệu khí hậu của Hamraia | Dữ liệu khí hậu của Hamraia | Dữ liệu khí hậu của Hamraia | Dữ liệu khí hậu của Hamraia | Dữ liệu khí hậu của Hamraia | Dữ liệu khí hậu của Hamraia | Dữ liệu khí hậu của Hamraia | Dữ liệu khí hậu của Hamraia | Dữ liệu khí hậu của Hamraia | Dữ liệu khí hậu của Hamraia |
| Tháng                                   | 1                           | 2                           | 3                           | 4                           | 5                           | 6                           | 7                           | 8                           | 9                           | 10                          | 11                          | 12                          | Năm                         |
| --------------------------------------- | --------------------------- | --------------------------- | --------------------------- | --------------------------- | --------------------------- | --------------------------- | --------------------------- | --------------------------- | --------------------------- | --------------------------- | --------------------------- | --------------------------- | --------------------------- |
| Trung bình ngày tối đa °C (°F)          | 17.2 (63.0)                 | 19.4 (66.9)                 | 23.5 (74.3)                 | 27.9 (82.2)                 | 33.1 (91.6)                 | 37.8 (100.0)                | 41.1 (106.0)                | 40.3 (104.5)                | 35.3 (95.5)                 | 29.0 (84.2)                 | 22.2 (72.0)                 | 17.7 (63.9)                 | 28.7 (83.7)                 |
| Trung bình ngày °C (°F)                 | 11.3 (52.3)                 | 13.4 (56.1)                 | 16.8 (62.2)                 | 20.8 (69.4)                 | 25.8 (78.4)                 | 30.7 (87.3)                 | 33.5 (92.3)                 | 33.0 (91.4)                 | 28.8 (83.8)                 | 22.7 (72.9)                 | 16.4 (61.5)                 | 12.1 (53.8)                 | 22.1 (71.8)                 |
| Tối thiểu trung bình ngày °C (°F)       | 5.4 (41.7)                  | 7.4 (45.3)                  | 10.2 (50.4)                 | 13.8 (56.8)                 | 18.5 (65.3)                 | 23.7 (74.7)                 | 26.0 (78.8)                 | 25.8 (78.4)                 | 22.3 (72.1)                 | 16.5 (61.7)                 | 10.6 (51.1)                 | 6.5 (43.7)                  | 15.6 (60.0)                 |
| Lượng Giáng thủy trung bình mm (inches) | 9 (0.4)                     | 6 (0.2)                     | 12 (0.5)                    | 9 (0.4)                     | 8 (0.3)                     | 2 (0.1)                     | 0 (0)                       | 2 (0.1)                     | 9 (0.4)                     | 12 (0.5)                    | 12 (0.5)                    | 9 (0.4)                     | 90 (3.8)                    |
| Nguồn: climate-data.org                 |                             |                             |                             |                             |                             |                             |                             |                             |                             |                             |                             |                             |                             |